# Foc metróállomás
Foc egy metróállomás Spanyolországban, Barcelonában a barcelonai metró L9-es és L10-es metróvonalán.

## Metróvonalak
Az állomást az alábbi metróvonalak érintik:
- 10-es metróvonal

## Kapcsolódó állomások
Az állomáshoz az alábbi állomások vannak a legközelebb:
- Foneria (Collblanc, 10-es metróvonal)
- Zona Franca (ZAL – Riu Vell (Barcelona Metro), 10-es metróvonal)